# Jorge Gonitsiates
Jorge Gonitsiates (en griego: Γεώργιος Γονιτζιάτης, romanizado: Georgios Gonitziates; fl. 1015) fue una general bizantino durante el reinado del emperador Basilio II.

## Biografía
El cronista bizantino Juan Escilitzes menciona a Jorge Gonitsiates en 1015 por primera con el título de estratego, pero no se dice que provincia o región gobernaba.
Ese mismo año, murió asesinado el zar búlgaro Gabriel Radomir a manos de su primo Iván Vladislav, quien se hizo con el trono. El emperador bizantino Basilio II aprovechó la situación e hizo la guerra a Bulgaria; invadió la región de Epiro en 1015, para aumentar la presión ejercida por los búlgaros contra Dirraquio. El emperador envió un ejército al mando de Jorge Gonitsiates y el protospatario Orestes a la región de Pelagonia para saquear la región y proteger la retaguardia bizantina entre Ocrida y Bitola, pero fueron derrotados por los búlgaros bajo el mando de Ivats en la batalla de Bitola. No se hace mención de su destino posterior.